# Эмиграция из России
Эмиграция из России — процесс выезда (эмиграция) граждан Российской империи, СССР и современной России на территорию других стран для постоянного жительства там.
По состоянию на 2020 год, по данным ООН, по числу эмигрантов в абсолютных числах Россия занимает 3-е место в мире (10,65 млн чел. или 6,8 % населения) после Индии (17,79 млн чел. или 1,3 % населения) и Мексики (11,07 млн чел. или 7,9 % населения). По состоянию на 2021 год, по оценкам ООН, за границей проживало более 10 миллионов выходцев из России (см. Русская диаспора); это третий по величине показатель в мире после индийской и мексиканской диаспор.

## Терминология
Термином российская эмиграция обозначаются все оставившие страну подданные и граждане Российского государства (в разные периоды: Российская империя, РСФСР, СССР, Российская Федерация): уехавшие на постоянное жительство за рубеж или оказавшиеся за пределами родины по политическим либо экономическим причинам на длительный срок. Термин российская эмиграция точнее, чем русская эмиграция, так как объединяет всех россиян, покинувших свою родину, независимо от национальной принадлежности. Используется также термин российское зарубежье под которым понимается вся совокупность деятельности и пребывания бывших российских граждан за рубежом.

### «Волны эмиграции» и периодизация эмиграции из России
Дореволюционную эмиграцию исследователи делят не на «волны», а на четыре типологические группы по основаниям: трудовая (экономическая), религиозная, еврейская и политическая (революционная).
Периодизация российской эмиграции после 1917 года, эмиграции из Советского Союза часто определяется через «волны», которые отличаются друг от друга по причинам, географическим структурам, продолжительности и интенсивности. Понятие «волны» широко распространено и терминологически устоялось, но, вероятно, точнее было бы называть их «периодами», опираясь на хронологические рамки, а за волнами можно было бы сохранить несколько интервалов, пиков и всплесков эмиграции.
По заявлению демографа Михаила Денисенко, первая волна — конец 1890-х — начало века. Это еврейско-польская миграция, поэтому обычно её не выделяют в волну. Но это была мощная волна, самая массовая эмиграция в истории страны. Потом эта волна стала подпитываться ещё русскими и украинскими мигрантами. Первая мировая война её прекратила. Вторая волна по хронологии и первая, если брать советский период, — белая эмиграция. Потом военная и послевоенная эмиграция в 1940—1950-е годы. Миграцию периода 1960—1980-х тоже иногда называют волной, хотя это неправильно. На графике — это прямая, но время от времени есть всплески, этапы. А вот 1990-е годы — это волна.

## XVI—XVIII века
- Невозвращенцы допетровских времён

Оставление отечества и проживание в чужих краях по политическим причинам — явление, известное России уже давно. Так, в XVI веке эмигрировал известный князь Курбский, в XVII веке — Котошихин, в XVIII веке — Авраам и Фёдор Веселовские.

## XIX век
Дореволюционную эмиграцию обычно делят на трудовую (экономическую), религиозную, еврейскую (она также может рассматриваться как религиозная) и политическую.
Трудовая (экономическая) эмиграция была самой массовой. За 1851—1915 годы Российскую империю покинуло, переселившись, в основном, в США и Канаду, 4,5 млн человек, в основном крестьян, ремесленников и чернорабочих. При этом большая часть из них были жителями не России в её нынешних границах, а современных Украины, Белоруссии, Молдавии, стран Прибалтики, а также Польши. Число этнических русских, покинувших Российскую империю в дореволюционный период, оценивается в 500 000 человек.
Более 40 % эмигрантов из Российской империи составляли евреи. За 1881—1912 годы, по данным Ц. Гительмана, из Российской империи эмигрировало 1 889 тысяч евреев, из них 84 % — в США, 8,5 % — в Великобританию, 2,2 % — в Канаду и 2,1 % — в Палестину (Первая алия, Вторая алия).
Религиозная эмиграция из Российской империи началась в самом конце XIX века, когда около 7,5 тысячи духоборов переселились в Канаду и США. В 1900-е годы в США переселилось 3,5 тысячи молокан.
Политическая эмиграция была количественно небольшой, но имела важное значение. Только в Европе политические эмигранты из России издавали между 1855 и 1917 годами 287 наименований газет и журналов.

## XX век
На рубеже XX века поток эмигрантов из Российской империи в Европу и Новый свет имел внушительные масштабы, по официальным данным в 1881—1910 годах только в США эмигрировали 2 315 868 человек, выезжали они в основном через Восточную Пруссию, а через западные порты Российской Империи проходило только 20-25 % этого потока, что тем не менее составляло более 100 тыс. человек в некоторые годы. Перевозка эмигрантов морем и через океан осуществлялась пассажирскими и грузопассажирскими пароходами совершавшими регулярные рейсы по определённому маршруту (линия). Крупнейшим таким маршрутом на западе Российской империи являлась «Русско-американская линия» которой с 1900 года управляло «Русскоe Восточно-Азиатское Пароходство», а в 1906—1908 годах на той же линии работали пароходы общества «Добровольный флот».

### Первая волна (1917—1924)
В период 1918—1924 годов, после Октябрьской революции, Россию покинули от 1 до 1,5 миллионов человек. Значительная часть из них воевала в Белой армии. Кроме военных, страну покидали политические эмигранты, количество которых по подсчетам Л. И. Луны-Герцык на 1926 год составляло приблизительно 2 млн человек.

### Вторая волна (1941—1945)
Во время Второй Мировой войны множество советских граждан по разным причинам оказались на территории нацистской Германии. Это были люди, угнанные на работы в Германию, советские военнопленные. Часть из них после войны отказалась вернуться в СССР. Кроме того, при отступлении немецких оккупантов и их союзников из СССР некоторые жители оккупированных территорий добровольно эвакуировались из СССР. По официальным данным, после окончания войны в страну отказались вернуться 130 000 человек.

### Третья волна (1965—1988)
Эмигранты «третьей волны» покидали СССР легально, с согласия властей. Большую их часть составляли евреи, которым позволили выехать в Израиль (часть из них вместо этого уезжала в США или некоторые другие страны). Общее число эмигрантов третьей волны обычно оценивается примерно в 500 000 человек.

### Четвёртая волна (1989—2000)
После начала Перестройки граждане СССР получили право выезжать за рубеж почти без ограничений. По официальным данным, всего в период с 1989 по 2002 год из России на постоянное место жительства в страны «дальнего зарубежья» выехало 1,26 млн человек. Значительную их часть также составляли евреи, переселявшиеся в Израиль и ФРГ, а также немцы, греки и др. Одной из отличительных особенностей этой волны стала «утечка мозгов», страну покинуло много талантливых учёных.

## XXI век

### Пятая волна (с февраля 2022)
Некоторые исследователи считают, что четвёртая волна эмиграции продолжается до сих пор.
Однако в последние годы принято разделять переселение в 1990-е и эмиграцию с 2000—2010-х годов. Согласно этому подходу, сейчас наблюдается уже пятая волна эмиграции. Во многом она состоит из представителей среднего класса и политически активных граждан, недовольных политикой президента В. В. Путина, а именно: сокращением прав и свобод, нарастанием репрессий и страха, отсутствием перспектив, экономическим кризисом, а также усилением тоталитарных тенденций власти. Примерно половина уехала в страны «дальнего зарубежья», а половина — в страны СНГ.
В начале 2000-х гг. среди иммигрантов из РФ в возрасте от 15 лет и старше 43 % имели высшее образование. Исследовательская организация «Атлантический Совет» представила 21 февраля 2019 года доклад под названием «Путинский исход: новая утечка мозгов», в котором исследовала особенности этой волны российской эмиграции. Согласно докладу, при Путине Россию покинули от 1,6 до 2 миллионов людей, из них 45 процентов имели степень бакалавра, а 37 процентов — степень магистра или доктора.
По результатам исследования, проведённого в августе 2021 года порталом «Такие дела» совместно с командой независимых исследователей, общая эмиграция из России за период с 2000 по 2020 год составила от 4 до 5 млн человек. Число тех, кто уже уехал, растёт с 2010 года, а темпы эмиграции ускорились после 2011 года. Здесь речь идёт только о гражданах РФ. Ещё один всплеск миграции пришёлся на 2014 год, после аннексии Крыма.
С февраля 2022 г. мощным новым аргументом за эмиграцию стало нежелание ассоциироваться с государством, начавшим войну. Из-за визовых ограничений в тот период и закрытия границ многие выходцы из России направились не в Западную Европу, а в Турцию, страны Закавказья и Центральной Азии, а также Монголию.
По оценке экономиста Константина Сонина, к 8 марта 2022 года, то есть за две недели, уехало свыше 200 тысяч человек. По данным МВД Грузии, с 24 февраля по 16 марта 2022 года прибыло 30439 россиян, из них 12638 остались (в аналогичный период 2019 года въехало 63097, остались 911 человек). В Армении было открыто 6500 счетов нерезидентами, большинство из них россияне. В Турцию выехали порядка 14 тыс. человек. Другими направлениями выезда стали государства Закавказья и Средней Азии, безвизовые страны Центральной и Южной Америки. Обладатели соответствующих виз наземным транспортом направлялись также в Латвию и Финляндию. По оценке главы РАЭК (Российская ассоциация электронных коммуникаций) от 22 марта, Россию к тому моменту покинули 50—70 тысяч IT-специалистов. По заявлению Антивоенного комитета России от 19 апреля, за помощью в проект «Ковчег» обратилось 100 тыс. человек. По данным Росстата, в первом полугодии 2022 года из России выехало почти 420 тыс. человек, что более, чем вдвое превысило показатель аналогичного периода 2021 года.
К 25 сентября 2022 года, по данным издания «Новая газета. Европа», полученным от источника в администрации президента РФ, после объявления 21 сентября мобилизации Россию покинули более 261 тысячи мужчин.